# Сибола
Окръг Сибола (на английски: Cibola County) е окръг в щата Ню Мексико, Съединени американски щати. Площта му е 11 764 km², а населението – 26 853 души (2017). Административен център е град Грантс.